# 羽太雄平
羽太 雄平（はた ゆうへい、1944年1月14日 - ）は日本の時代小説作家。本名、羽太 康雄（はた やすお）。

## 略歴
台湾生まれ、東京新宿区牛込育ち。東京都立港工業高等学校中退。スキューバカメラマン、スチールカメラマン、ルポライター、広告制作会社経営を経て1989年（平成1年）、『完全なる凶器』にて小説CLUB新人賞を受賞、作家生活に入る。1991年（平成3年）に「本多の狐」と呼ばれる忍たちと多士済々な登場人物たちによる、日光東照宮に隠された徳川家康の秘宝をめぐる争奪戦を描いた『本多の狐』で第2回時代小説大賞を受賞しデビュー。初期は主に伝奇時代小説を手掛けていた。北関東の架空の小藩を舞台に、若き家老と藩士たちの青春群像を描いた「与一郎シリーズ」や、市井を舞台に「闇の仕事師」を描いた「江戸闇」シリーズなどを持つ。

## 逸話
- 中学生時代、短足を気にして、自転車のチューブを柱と自足に着けて、妹に引っ張らせるが、足は長くならなかった。
- 高校生時代、さいとう・たかをに弟子入りを許されるほどの画才があった。
- 潜水夫免許を持っており、国内スキューバダイビングのレジェンド。
- 1960年代、日本では数少ない水中カメラマンであった。
- 羽田・日本航空350便墜落事故の水中捜索や、豊洲レスキューにスキューバダイビングを教授。
- 築地の150万円マグロボチャン救出に貢献。
- 東京・高円寺でスキューバ＆サーフショップを開業するも、時期尚早で流行らなかった。
- スチールカメラマン兼、広告代理店社長を経て小説家となる。
- スチールカメラのハウジング製作は国内外でも定評があり、広告代理業務よりもカメラのハウジング製作販売の方が儲かっていたと本人談。
- ゴルフの腕前はプロ並み。
- 生涯ベストスコアは68である。

## 受賞歴
- 1989年 第13回小説CLUB新人賞（『完全なる凶器』）
- 1991年 第2回時代小説大賞（『本多の狐』）

## 作品リスト
※ 単行本の刊行順に記す。
- 『本多の狐 徳川家康の秘宝』（1992年1月、講談社、1995年1月、講談社文庫） ISBN 4-06-185865-3
- 『竜の見た夢』（1993年6月、講談社、1996年8月、講談社文庫） ISBN 4-06-263310-8
- 『江戸闇小路』（1994年5月、実業之日本社、1998年3月、廣済堂出版広済堂文庫） ISBN 4-331-60643-0
- 『黎明の風』（1995年2月、講談社） ISBN 4-06-207392-7
- 『乱の裔』（1995年3月、実業之日本社、1999年3月、「乱の裔 大坂城を救った男」と改題の上広済堂文庫） ISBN 4-331-60732-1
- 『峠越え』（1996年6月、角川書店、2001年11月、角川文庫） ISBN 4-04-361201-X
- 『芋奉行青木昆陽』（1997年5月、光文社、2000年1月、光文社文庫） ISBN 4-334-72941-X
- 『江戸闇草紙』（1997年10月、実業之日本社、2001年12月、学研マーケティング学研M文庫） ISBN 4-05-900077-9
- 『されど道なかば』（1998年8月、角川書店、2002年10月、「新任家老 与一郎」と改題の上角川文庫） ISBN 4-04-361202-8
- 『江戸闇からくり』（2000年4月、実業之日本社、2004年5月、学研M文庫） ISBN 4-05-900287-9
- 『二河白道 智臣本多正信伝』（2002年12月、実業之日本社（上下2分冊）） ISBN 4-408-53428-5（上）、ISBN 4-408-53429-3（下）
- 『無頼の辻 中山道活人剣』（2003年3月、学研マーケティング、2008年10月、副題を削除の上学研M文庫） ISBN 978-4-05-900552-0
- 『百万石秘訓伝説』（2004年12月、新人物往来社（上下2分冊）） ISBN 4-404-03230-7（上）、ISBN 4-404-03231-5（下）
- 『家老脱藩 与一郎、江戸を行く』（2006年7月、角川書店、2008年7月、角川文庫） ISBN 978-4-04-361203-1
- 『曙光』（2008年3月、角川書店）改題「黒船の密約」角川文庫（マシュー・ペリー艦隊から見た開国を描く）
- 『転び坂 旗本与一郎』（2010年4月、角川文庫） ISBN 978-4-04-361204-8
- 『流れ者 旗本与一郎』角川文庫 2012年

### アンソロジー
- 風の孤影（2001年3月、桃園書房桃園文庫） ISBN 4-8078-0424-3